# ADM-160 MALD
L'ADM-160 MALD (dove MALD è l'acronimo di "Miniature Air-Launched Decoy") è un missile per inganno radar (decoy) sviluppato dagli Stati Uniti d'America.

## Panoramica

### Il programma MALD
Nel 1995 l'agenzia statunitense per lo sviluppo di progetti avanzati di ricerca nell'ambito della difesa, ossia la DARPA, diede inizio al programma Miniature Air-Launched Decoy (MALD) con lo scopo di sviluppare un missile decoy di dimensione e costi ridotti da utilizzare nell'ambito di missioni di soppressione delle difese antiaeree nemiche. Così nel 1996 l'appalto per la realizzazione del missile, battezzato ADM-160A, fu affidato alla Teledyne Ryan (acquisita poi nel 1999 dalla Northrop Grumman) e i primi test di volo furono realizzati nel 1999, con la parte di valutazione e sperimentazione del progetto che terminò nel 2001.
L'aeronautica militare statunitense (USAF) pianificò l'acquisizione di diverse migliaia di ADM-160A, ma, nel tempo, tale numero fu drasticamente ridimensionato a causa del lievitare dei costi di ogni singolo missile. Sul finire del 2001 la USAF ordinò 150 ADM-160A per utilizzarli in un programma di sviluppo e dimostrazione dei sistemi (System Development and Demonstration, SDD). Nel gennaio 2002, però, poiché i droni sperimentati non avevano un'autonomia sufficiente a soddisfare i requisiti richiesti o a svolgere le missioni per cui erano stati previsti, la USAF decise di cancellare il programma.
L'ADM-160A è dotato di un sistema chiamato Signature Augmentation Subsystem (SAS) il quale è composto da vari potenziatori radar attivi che coprono un'ampia gamma di frequenze. In questo modo il SAS può simulare la traccia radar di diversi aeromobili, dal B-52 Stratofortress all'F-117 Nighthawk, confondendo e saturando la difesa aerea nemica e concedendo così ai velivoli d'attacco una più alta probabilità di colpire il bersaglio.
Il missile è dotato di alette retraibili in modo da garantire un minore ingombro nel trasporto. Una volta lanciato il missile, le alette vengono dispiegate e un motore turbogetto TJ-50 spinge il missile lungo una rotta predeterminata che può essere composta anche da cento diversi punti di riferimento nello spazio fisico, i cosiddetti waypoint, e lungo la quale è mantenuto da un sistema di navigazione inerziale supportato da un sistema GPS. Sebbene programmata prima che l'aeromobile decolli, la rotta di un missile ADM-160A può essere modificata dal pilota del velivolo in ogni momento precedente al lancio.

### Il nuovo appalto USAF
Nel corso del 2002, la USAF rinnovò poi il suo interesse nei dispositivi decoy lanciati da aeromobili e diede quindi inizio a una nuova gara d'appalto per dispositivi simili all'ADM-160A ma a più ampia gittata e di maggior autonomia. Così, nella primavera del 2003, il contratto fu concesso alla Raytheon Company.
L'azienda sviluppò quindi l'ADM-160B, simile per configurazione all'ADM-160A, ma più largo e pesante e avente una fusoliera a sezione trapezoidale. Il motore, un Hamilton Sundstrand TJ-150, era una variante più potente del TJ-50.
Il primo esemplare di ADM-160B fu consegnato all'USAF nella primavera del 2009, con un totale previsto di esemplari consegnati che avrebbe dovuto attestarsi attorno ai 1.500.
Nel 2008 la Raytheon si aggiudicò anche il contratto per una versione jamming, denominata MALD-J. Dopo i primi test e le prive revisioni negli anni 2009 e 2010, il primo MALD-J fu consegnato alle forze aeree statunitensi il 6 settembre 2012 e il 24 settembre la Raytheon effettuò un test operativo, realizzando quattro voli su quattro con esito positivo.
Nel novembre 2012, la Raytheon portò a termine test a terra di integrazione delle versioni MALD e MALD-J dell'ADM-160B con l'aeromobile a pilotaggio remoto (UAV) MQ-9 Reaper, al fine di raggiungere una completa integrazione nel 2013 creando l'opportunità di portare avanti missioni di soppressione delle difese antiaeree nemiche a comando remoto. Tale integrazione è poi stata valutata anche per i più piccoli MQ-1 Predator e MQ-1C Grey Eagle, quest'ultimo in dotazione all'esercito statunitense.
Nel maggio 2014, in corrispondenza con il trentatreesimo test positivo su trentatre, la Raytheon ha consegnato il millesimo esemplare della versione MALD-J alle forze aeree statunitensi come parte del quinto lotto di consegna inserito nel contratto e ha anche ottenuto il permesso, da parte del governo, di esportare il missile.
Nel dicembre 2014, è stato effettuato un test con un MALD-J dotato di un collegamento dati via radio al fine di poter ricavare informazioni da esso circa la situazione del campo di battaglia circostante, informazioni in base alla quali modificare la rotta del missile durante il volo.
Nell'aprile 2015, sono infine stati completati i test operativi della versione MALD-J, soddisfacendo tutti i requisiti dei 42 test di volo nel corso di due anni.
Nel luglio 2015, la Raytheon ha rivelato di aver sviluppato, assieme all'olandese Fokker Aerostructures e all'italiana Dallara, un nuovo corpo per il missile, a struttura composita, avente un costo di produzione inferiore del 25%. Per realizzare la fusoliera in fibra di carbonio, la Fokker ha utilizzato sistemi robotici invece dei convenzionali sistemi manuali, mentre la Dallara, specializzata nella costruzione di automobili da competizione, ha messo a disposizione le proprie conoscenze tecnologiche nell'ambito della realizzazione di particolari aerodinamici leggeri, quali prese d'aria e rivestimenti. Tale nuovo design è stato adottato a partire dal lotto di consegna numero sette, fornito nel 2015 sulla base di un nuovo contratto vinto dalla Raytheon nel giugno 2014.

### Marina militare statunitense
Il 6 luglio 2012, la Raytheon ha annunciato la realizzazione di una serie di sistemi di integrazione per alloggiare il missile nei F/A-18E/F Super Hornet della marina militare statunitense. Il processo includeva una serie di attività di riduzione del rischio nonché una serie di dimostrazioni tecnologiche.
Il 9 settembre 2015, la Raytheon e il Naval Research Lab hanno annunciato la realizzazione di un'architettura modulare, chiamata CERBERUS, per i carichi da guerra elettronica dei MALD-J. Nel corso di dodici diverse missioni di trasporto è stato dimostrato l'utilizzo di quattro diversi carichi intercambiabili, ognuno realizzato per una specifica missione o minaccia, che possono essere montati sull'aeromobile in meno di un minuto, a seconda del bisogno.
Nel luglio 2016, la Raytheon ha ricevuto un contratto per lo sviluppo di un'evoluzione del MALD-J chiamata MALD-X, che incorpora un dispositivo per la guerra elettronica migliorato, la capacità di volare a bassa quota e un collegamento dati migliorato. A sua volta poi i MALD-X, testati con successo per la prima volta nell'agosto del 2018, saranno trasformati in MALD-N per la marina militare.

## Varianti
- ADM-160A: la versione decoy originaria, sviluppata dalla Teledyne Ryan (poi acquisita dalla Northrop Grumman) e finanziata dalla DARPA. Il missile usava un sistema di navigazione con supporto GPS e poteva effettuare missioni aventi fino a 256 punti di riferimento predefiniti. Il profilo della missione era preprogrammato ma poteva essere modificato dal pilota del velivolo di lancio fino a poco prima del rilascio del missile.[1]
- ADM-160B: versione decoy sviluppata dalla Raytheon con un'autonomia più lunga rispetto alla versione precedente. Utilizzato dall'aeronautica militare statunitense.
- ADM-160C MALD-J: variante dell'ADM-160B sviluppata dalla Raytheon e dotata di dispositivi per il radar jamming. Questa versione può essere utilizzato sia per missioni di inganno radar che per missioni di radar jamming e può essere lanciata per confondere radar predefiniti, con il ruolo di controfigura, in modo da impedire o ritardare l'identificazione di velivoli e missili di attacco in arrivo sul bersaglio.[16] La consegna di questa variante alle forze armate statunitensi è iniziata nel 2012 e, a partire da quell'anno, le forze aeree del paese hanno cessato di rifornirsi di ADM-160B per acquistare solo le versioni MALD-J.[17]

### Varianti sperimentali
- MALI: acronimo di "Miniature Air-Launched Interceptor", è una versione armata dell'ADM-160A che potrebbe essere utilizzata contro missili da crociera. Dotata di un motore più potente e di una forma più aerodinamica adatta al volo supersonico, questa versione ha anche un collegamento dati che permette di modificarne la rotta durante il volo inviando comandi grazie ad aerei AWACS quali l'E-3 Sentry. Il programma di sviluppo di questa versione è stato completato nel 2002.[1]
- MALD-V: versione a carico modulare che può ospitare carichi specifici per diversi tipi di missione, quali missioni di jamming radio, radar o infrarosso, e altre ancora. Il missile fornisce anche l'opportunità di trasformare il MALD in un UAV o in una combinazione UAV/decoy.[4] Se equipaggiato con opportuni carichi dotati di particolari sensori, inoltre, il MALD-V può essere recuperato in modo da diminuire la perdita di costosi carichi.[18] Un possibile carico potrebbe inoltre essere una testata termobarica, il che trasformerebbe il MALD-V in un missile da crociera.[19]
- MASSM: acronimo di "Miniature Autonomous Search and Strike Missile", è un miglioramento proposto per gli attuali MALD volto a renderli capaci di rilevare i veicoli Trasportatore Elevatore Lanciatore (TEL). Il missile sarebbe equipaggiato con un dispositivo LIDAR, un radar a onde millimetriche, un sensore a infrarossi e una piccola testata per alloggiare il carburante e il sistema di comunicazione satellitare. A seconda dell'altitudine e dell'autonomia, un MASSM, che tra l'altro sarebbe recuperabile, potrebbe coprire un'area di 3.000 km2.[20]

## Sistemi di lancio
- Attuali:[7][21]
  - F-16 Fighting Falcon
  - B-52 Stratofortress
  - MiG-29 Fulcrum
- Futuri e potenziali:[7][18]
  - F/A-18 Super Hornet
  - C-130 Hercules
  - C-17 Globemaster III
  - V-22 Osprey
  - AV-8B Harrier II
  - Eurofighter Typhoon
  - MQ-1 Predator
  - MQ-1C Grey Eagle
  - MQ-9 Reaper

## Specifiche (Northrop Grumman ADM-160A)
- Lunghezza: 2,38 m
- Apertura alare: 0,65 m
- Diametro: 15 cm
- Peso: 45 kg
- Velocità: 0,8 Mach
- Altitudine massima: Oltre 9.000 m
- Gittata: Oltre 460 km
- Autonomia: Oltre 20 minuti
- Propulsione: 1 turbogetto Hamilton Sundstrand TJ-50 da 220 N di spinta
- Costo unitario: 30.000 $[4]

## Specifiche (Raytheon ADM-160B)
- Lunghezza: 2,84 m
- Apertura alare: 1,71 m ad estensione completa
- Peso: 115 kg
- Velocità: 0,91 Mach
- Altitudine massima: Oltre 12.200 m
- Gittata: Circa 920 km, con la capacità di girare al di sopra dell'obbiettivo
- Autonomia: Oltre 45 minuti alla stessa altitudine
- Propulsione: 1 turbogetto Hamilton Sundstrand TJ-150
- Costo unitario: 120.000 $ (ad inizio progetto); 322.000 $ (nel 2015)[4]